# ترکی تپه
ترکی تپه مربوط به عصر مفرغ - عصر آهن است و در شهرستان مانه و سملقان، بخش مانه، دهستان اترک، ۲ کیلومتری شمال غرب روستای کیکانلو واقع شده و این اثر در تاریخ ۲۵ آبان ۱۳۸۷ با شمارهٔ ثبت ۲۳۷۶۹ به‌عنوان یکی از آثار ملی ایران به ثبت رسیده است.